# Évariste de Parny
Évariste Désiré de Parny (Saint-Paul, 6 febbraio 1753 – Parigi, 5 dicembre 1814) è stato un poeta francese.

## Biografia
Évariste-Désiré de Forges, cavaliere poi visconte de Parny, nato sull'isola della Réunion, territorio francese, da una famiglia aristocratica originaria del Berry che vi si era trasferita nel 1698, abbandonò l'isola natale a nove anni con due suoi fratelli, Jean-Baptiste e Chériseuil. Studiò al liceo di Rennes, probabilmente con l'intenzione di frequentare poi l'Abbazia di Notre-Dame de la Trappe e intraprendere una carriera ecclesiastica, ma avendo perso la fede si diede alla vita militare, come suo padre e i suoi fratelli, benché comunque attratto dal Cristianesimo.
Suo fratello Jean-Baptiste, scudiero del conte d'Artois, lo introdusse alla corte di Versailles dove altri due militari si faranno conoscere nel mondo della poesia, Antoine Bertin e Nicolas-Germain Léonard, anche loro provenienti dalla Francia d'oltremare.
Nel 1792, era capitano d'una compagnia di gendarmi del Re. Nel 1773, durante un viaggio all'isola natale, scoprì la vocazione poetica, e si innamorò di Esther Lelièvre (1761-1825), una donna che gli fu impedito di sposare ma che resterà sua musa e ninfa Egeria, ispirandogli le poesie della raccolta di grande successo Poésies érotiques (1778), dove la donna appare con il nome di Éléonore.
Tornato a Parigi nel 1775, infastidito dalla politica coloniale e dallo schiavismo e attratto dalla protesta del Boston Tea Party, scrisse per solidarietà la Épître aux insurgents de Boston (1777).
Il 6 novembre 1779, fu nominato capitano del reggimento dei dragoni della Regina. Nel 1783 tornò nuovamente nell'isola natale per sistemare gli affari e l'eredità del padre, approfittò per visitare le Mauritius quindi partì per i possedimenti francesi in India di Pondichéry, dove restò come aiutante di campo del governatore tutto il 1785, e dove ricevette l'ispirazione per i poemi in prosa delle Chansons madécasses.
L'anno successivo tornò in Francia e lasciò la vita militare, trasferendosi in una proprietà che aveva in campagna non lontano da Saint-Germain-en-Laye e Marly-le-Roi. Chiamò la casa "La Caserne" e con gli amici poeti Bertin e Léonard, formò il gruppo detto la "Société de la caserne", laddove appunto si riuniva regolarmente.
Durante la Rivoluzione francese, sentendosene quasi estraneo, poiché non più particolarmente attratto dalla politica e senza che ricevesse pensione per il servizio militare scorso, non si schierò. Dovette però ripianare i debiti del fratello Jean-Baptiste e dal 1795, finanziariamente quasi rovinato, fu costretto a lavorare per tredici mesi al Ministero dell'Interno, quindi fece l'amministratore dell'Teatro dell'Opéra. Nel 1804 lavorava all'ufficio tasse di Antoine Français, conte di Nantes.
Intanto nel 1802, sposò Marie-Françoise Vally e, l'anno successivo, venne ammesso all'Académie française, dove occupò il seggio n. 36. Nel 1813, Napoleone Bonaparte gli assegnò una pensione che poi gli venne soppressa durante la Restaurazione. Morì lo stesso anno.

## Opere
La sua poesia è stata molto popolare durante il XIX secolo, conosciuta a memoria da Chateaubriand, ammirata da Ginguené, considerata esemplare da Puškin, poi musicata da Ravel, Louis Durey, Giovanni Sgambati e altri, ricordata in una poesia della Achmatova, considerata pioniera di forme (soprattutto per le Chansons madécasses, primi poemetti in prosa della letteratura francese) e esplorativa di contenuti (l'esotico, il distante tropicale, l'erotico e il licenzioso, la canzone popolare del Madagascar) dai poeti successivi del simbolismo.
Pur facendo scandalo per la rottura con la tradizione e il libertinaggio ironico (alla Voltaire), le sue opere non gli impedirono di essere considerato in vita un poeta di successo, ammesso alla prestigiosa Académie française, anche se con il tempo è rimasto più noto rappresentante del periodo André Chénier. Ne fa uno schizzo Sainte-Beuve nei suoi Portraits contemporains.
- Voyage de Bourgogne, 1777, in versi e in prosa, in collaborazione con Antoine Bertin.
- Épître aux insurgents de Boston, 1777.
- Poésies érotiques, 1778.
- Opuscules poétiques, 1779.
- Élégies, 1784.
- Chansons madécasses, 1787.
- La Guerre des dieux anciens et modernes, 1799[1], poema in 10 canti condannato alla censura ma ristampato clandestinamente, considerato contro la Chiesa.
- Goddam!, 1804, poema in 4 canti.
- Le Portefeuille Volé, 1805, contenente: Les Déguisements de Vénus, Les Galanteries de la Bible, Le Paradis perdu (poema in 4 canti).
- Le Voyage de Céline, 1806, poema.
- Les Rose-Croix, 1808, poema in 12 canti.
- Poésies inédites, 1826.

### Scritti di Parny
- Oeuvres complètes de Parny, 2 voll., Bruxelles, Auguste Wahlen, 1824
- Oeuvres complètes de Parny précédées d'une notice et d'une romance sur la mort de l'auteur, 4 voll., Paris, Marchands de Nouveautés, 1833-35
- Poésies complètes, Paris, Dentu, 1887
- La guerre des dieux (1799), ed. critica a cura di Jacques-Charles Lemaire, Paris, Champion, 2003

### Scritti su Parny
- Pia Onnis, Parny, Évariste-Désiré-Deforge de, in Dizionario Letterario Bompiani. Autori, III, p. 83, Milano, Bompiani, 1957.